# La peccatrice (film 1975)
La peccatrice è un film del 1975 diretto da Pier Ludovico Pavoni.

## Trama
Sicilia, 1950. La giovane Debrha è arrivata in paese con il marito Turi. Le donne del paese non l'accolgono nella comunità, dandole della strega, soprattutto a causa del colore della pelle e per la sua bellezza.

Debrha poco prima di essere lapidata dalle donne del paese

Il "Turco", padrone delle solfare e quindi potente locale cui piacciono le belle donne e ne fa quello che vuole, arde di desiderio per Debrha, la quale, dopo aver perso il marito Turi per un incidente mortale in cava, cede alle sue insistenze. La matura moglie vuole porre fine alla relazione extraconiugale del marito e per questo chiama in aiuto il figlio Michelino che si trovava a Roma per studiare. Ma anche Michelino s'innamora di Debrha dando origine a un conflitto con il padre che si concluderà solo con la morte di Debrha, lapidata dalle donne del paese.
La moglie del "Turco", partecipe alla lapidazione, vedendo la sofferenza del figlio nel ritrovare la sua amata morta, cade a terra sofferente per compassione.

## Produzione

### Riprese
Le riprese in esterni furono girate in Sicilia: tra i luoghi vi furono il piazzale della cattedrale di Piazza Armerina (Enna), mentre le solfare e la villa del Turco si trovano all'interno del vicino parco minerario di Floristella-Grottacalda nel comune di Valguarnera Caropepe; la scena dell'arrivo in stazione di Michele fu girata a Libertinia, frazione del comune di Ramacca nella città metropolitana di Catania.

### Colonna sonora
Le musiche furono composte da Franco Bixio, Fabio Frizzi e Vince Tempera insolitamente a Firenze, in uno studio vicino a Piazza della Signoria. Per interpretare la canzone che chiude il film, La piccatura, fu scelta Rosa Balistreri, una fra le più importanti voci della musica popolare siciliana.

### Censura
Nella prima revisione cinematografica datata 10 aprile 1975 fu accorciata una sola scena, quella raffigurante il Turco e Debrha avere un rapporto sessuale, rimuovendo i fotogrammi in cui si vede l'uomo che si colloca tra le gambe della donna; con quest'unico taglio la commissione concede il nulla-osta col divieto di visione ai minori di 18 anni «in quanto il film illustra la passione morbosa di un padre e di un suo figlio per la stessa donna, che finisce lapidata in una scena di cruda violenza, nonché diverse scene erotiche».
Il 3 maggio successivo, col film già in proiezione nelle sale, fu effettuata una seconda revisione, probabilmente per volere della stessa casa di produzione al fine di ridurre il divieto ai minori di 14 anni; questo riesame portò alla riduzione di due ulteriori scene: furono accorciate la scena del rapporto erotico tra la cameriera e il Turco,  eliminando il movimento della testa della ragazza verso il basso e la scena d'amore tra il Turco e Debhra, eliminando i fotogrammi delle anche nude della donna, per complessivi tagli di 5,70 metri di pellicola.

## Accoglienza
Il film ebbe un ottimo successo di pubblico, eguagliato nello stesso periodo soltanto da Piedone a Hong Kong con Bud Spencer.

### Critica
(S.C., La Stampa, 26 aprile 1975)
(Gian Luca Castoldi, Erotismo d'autore: da Federico Fellini a Tinto Brass, 2006)